# Московские Драконы
Регбийный клуб «Московские Драконы» (Moscow Dragons Rugby Football Club) — команда по регби из Москвы. Основан в 1997 году, старейший любительский регбийный клуб России. Выступает в чемпионате Москвы по регби, с 2013 года являющемся дивизионом «Москва» всероссийской любительской Федеральной лиги.

## История и спортивные достижения
Клуб основан в 1997 году иностранцами, временно или постоянно проживающими в Москве.
Московские Драконы организованы по принципу «социальных» клубов, которые обычно состоят из людей, любящих регби, но не готовых посвящать много времени регулярным играм и тренировкам. Eжегодный благотворительный бал, устраиваемый клубом, собирает не менее четырёхсот человек.
Московские Драконы участвуют в ежегодном турнире по регби-10 в Варшаве (2-е место в 2000 году, 3-е место в 2001 году)
В 2001 году сыграли в мини-турнире в Санкт-Петербурге вместе с командой гостившего в порту британского фрегата.
С 2000 года Московские Драконы участвуют в чемпионате Москвы по регби.
В 2004 году сыграли в Москве против команды «Шанхай хэйри крэбз».
В 2008 году клуб выиграл всероссийский Кубок «Форума» среди любителей.
2013 — 3 место в Чемпионате Москвы по регби-15
2014 — 2 место в Чемпионате Москвы по регби-15, 3 место в Федеральной лиге.
2015 — 1 место Чемпионата Москвы по регби-15, 5 место в Федеральной лиге.
2016 - 2 место в Чемпионате Москвы по регби-15
2017 - 2 место в Чемпионате Москвы по регби-15
2018 - 1 место в чемпионате Москвы по регби-7
В настоящее время в клубе состоят более 230 членов из 17 стран мира.

## Структура клуба
Члены клуба делятся на игроков и социальных членов. Игроки тренируются, заявляются на турниры, принимают участие в играх. Социальные члены принимают участие во всех социальных мероприятиях клуба, а так же составляют костяк болельщиков на играх.
В клубе всегда присутствует большое количество экспатов из разных стран мира, поэтому помимо русского языка в клубе распространен английский.

### Конституция
Жизнь "Московских Драконов" регламентируется конституцией клуба. Ее текст общедоступен и размещен на сайте клуба. Положения конституции соблюдаются неукоснительно и не изменялись со дня ее написания.
Одним из важнейших пунктов конституции является положение о Комитете клуба.

### Комитет
Комитет - это главный управляющий орган клуба, который выбирается Драконами каждый год в конце октября. Список членов комитета, их обязанности, границы полномочий и ответственность строго определены клубной конституцией.
На комитете лежит ответственность за все что происходит с клубом в отчетном году.

## Социальная жизнь клуба и благотворительность
"Московские Драконы" отличаются богатой социальной жизнью и обилием развлекательных мероприятий, как внутриклубных (куда приглашаются только члены клуба или только игроки), так и открытых (в которых может принять участие любой желающий).

### Pub Crawl
Открытая ежегодная вечеринка, которая обычно проходит в декабре. За вечер участники pub crawl посещают большое количество баров Москвы, по заранее согласованному маршруту, который, однако, не известен участникам. В каждом следующем баре гостей ждут сюрпризы от организаторов.

### Благотворительный Бал в честь дня всех влюбленных
Каждый год Московские Драконы проводят Бал в честь дня всех влюбленных. Это мероприятие является одним из самых важных в жизни клуба. Бал собирает не менее трехсот человек и проходит в одном из отелей в центре Москвы. Во время праздника проходит сбор средств в пользу благотворительных фондов, помогающих детям с ДЦП. На протяжении многих лет фондом-партнером является фонд "Добросердие".
Так как праздник приурочен ко дню всех влюбленных, то проходит обычно в субботу, следующую за Днем святого Валентина (или в другую субботу февраля, при необходимости).
Бал традиционно собирает не только действующих игроков клуб, их друзей и членов семей, но и тех, кто давно закончил карьеру, но остается частью клуба. Так же Драконы активно привлекают всех желающих, которых каждый год оказывается все больше.

### Reds VS Blues
"Красные против Синих" - праздник, история которого уходит корнями в начало 2000-х годов. Тогда в память о безвременно ушедшем игроке Драконов, было решено провести внутриклубную игру "Команды Капитана" против "Команды Президента". Команда капитана играет в красной форме, а команда президента в синей (оба комплекта клубной формы всегда выдержаны в этих цветовых гаммах). На поле в этот день выходят только Драконы, игра всегда начинается с минуты молчания. С каждым годом "Красные против Синих" становился все более и более важным праздником в жизни клуба.
Сейчас мероприятие состоит из двух частей. За день до игры проходит "Жеребьевка", в ходе которой определяются составы обеих команд. Игроки узнают кто в какой форме завтра выйдет на поле. По клубной традиции, жеребьевка, как и все другие события, проходит в форме вечеринки в одном из домашних пабов клуба. На следующий день, после игры, устраивается традиционный субботний комитет, в ходе которого присуждаются номинации, награждаются и наказываются все отличившиеся на поле игроки. После этого состоится неофициальная часть вечеринки, куда тоже принято приглашать друзей и членов семьи, да и вообще всех желающих.
Сейчас праздник проводится в память обо всех ушедших членах клуба.

### AGM
Большая Ежегодная Встреча - мероприятие, проходящее ежегодно в конце октября, во время которого комитет отчитывается о проделанной работе, награждаются все, отличившиеся в течение года Драконы, а так же проходят выборы нового комитета клуба. AGM - открытая вечеринка, однако принимать участие в выборах могут только Драконы.

### Субботний комитет
Субботний комитет традиционно проводится после каждой игры Драконов в одном из домашних пабов клуба. Это открытые вечеринки, в ходе которых награждаются и наказываются игроки, отличившиеся в прошедшем матче.

### Туры
Московские Драконы устраивают несколько выездных туров каждый год. Центральным событием тура является товарищеская игра с местной командой по регби-15. Так же масса развлекательных и увеселительных мероприятий.